# 武蔵島町
武蔵島町（むさしじまちょう）は、群馬県太田市にある地名（町丁）。郵便番号は370-0418。

## 概要
尾島地区にある町丁。

## 地理
南部に利根川が流れており、埼玉県と接している。

### 近隣町丁
- 阿久津町
- 二ツ小屋町
- 前島町
- 亀岡町

## 世帯数と人口
2022年（令和4年）3月31日現在の世帯数と人口は以下の通りである。
| 町丁     | 世帯数 | 人口  |
| -------- | ------ | ----- |
| 武蔵島町 | 94世帯 | 247人 |

## 交通

### 鉄道
町内に鉄道は通っていない。

### 道路
- 国道17号
  - 新上武大橋